# Desonta Bradford
Desonta Bradford (Humboldt, Tennessee, 12 de abril de 1996) es un baloncestista estadounidense que pertenece a la plantilla de los Pallacanestro Varese de la Lega Basket Serie A. Con 1,93 metros de estatura, juega en la posición de escolta.

## Trayectoria deportiva

### Universidad
Jugó cuatro temporadas con los Buccaneers de la Universidad Estatal de Tennessee Oriental, en las que promedió 9,5 puntos, 3,6 rebotes, 2,6 asistencias y 1,1 robos de balón por partido. En su última temporada fue incluido en el mejor quinteto de la Southern Conference. y los entrenadores le concedieron el premio al Jugador del Año de la SoCon, mientras que el elegido por la prensa especializada fue Fletcher Magee.

### Profesional
Tras no ser elegido en el Draft de la NBA de 2018, el 20 de julio firmó su primer contrato profesional con el equipo húngaro del Egis Körmend. Jugó una temporada en la que promedió 12,4 puntos y 4,1 rebotes por partido.
El 4 de julio de 2019, Bradford fichó por el Phoenix Brussels de la Pro Basketball League (PBL) belga. Hasta el parón por el coronavirus llevaba promediados 11,5 puntos y 3,9 rebotes por encuentro.
El 28 de julio de 2021 fichó por el Aquila Basket Trento de la Lega Basket Serie A italiana.
El 12 de noviembre de 2022, firmó con los Antwerp Giants de la BNXT League.
El 26 de diciembre de 2024 firmó con Pallacanestro Varese de la Lega Basket Serie A italiana.